# Leopold Lindtberg
Leopold Lindtberg, właśc. Leopold Lemberger (ur. 1 czerwca 1902 w Wiedniu, zm. 1 kwietnia 1984 w Sils im Engadin/Segl) – szwajcarski reżyser i scenarzysta filmowy. Odpowiedzialny za międzynarodowe sukcesy kinematografii szwajcarskiej w latach 40. i 50. XX w.

## Życiorys
Był synem żydowskiego kupca. Początkowo pracował w Wiedniu jako aktor teatralny i studiował w Konserwatorium Wiedeńskim. Następnie reżyserował przedstawienia teatralne w Niemczech, współpracując z Williamem Dieterle i Erwinem Piscatorem. Samodzielną pracę jako reżyser filmowy podjął w Szwajcarii w 1932 roku, dokąd wyemigrował po dojściu nazistów do władzy. Zmienił również nazwisko z Lemberger na Lindtberg.
Jego obraz Ostatnia szansa (1945) nagrodzony został na pierwszym w historii MFF w Cannes. Jego filmy zdobywały także nagrody na MFF w Berlinie: Czterech w jeepie (1951) otrzymał Złotego Niedźwiedzia dla najlepszego filmu dramatycznego, a Wioska Pestalozziego (1953) – nagrodę Brązowego Niedźwiedzia.
Zasiadał w jury konkursu głównego na 8. MFF w Cannes (1955).

## Wybrana filmografia
- Ach, tak! (Jä-soo!), 1935
- Füsilier Wipf, 1938
- Wachmistrz Studer (Wachtmeister Studer), 1939
- Listy miłosne (Die Mißbrauchten Liebesbriefe), 1940
- Landammann Stauffacher, 1941
- Der Schuß von der Kanzel, 1942
- Maria Luiza (Marie-Louise), 1944
- Ostatnia szansa (Die Letzte Chance), 1945
- Rządzi szaleństwo (Matto regiert), 1947
- Czterech w jeepie (Die Vier im Jeep), 1951
- Wioska Pestalozziego (Sie fanden eine Heimat), 1953
- Die Schule der Väter, 1955
- Der Meteor, 1968